# 永野芽郁のオールナイトニッポンX
『永野芽郁のオールナイトニッポンX』（ながのめいのオールナイトニッポンクロス）は、ニッポン放送で2025年4月1日（3月31日深夜）から同年5月13日（5月12日深夜）まで放送されていたラジオ番組。俳優の永野芽郁がパーソナリティを担当していた。

## 概要
2025年3月10日にニッポン放送は『オールナイトニッポン』2025年度ラインナップ発表で、永野がオールナイトニッポンXでレギュラーパーソナリティを担当することを発表した。かつて永野は2019年（平成31年）3月29日に『オールナイトニッポンGOLD』の特番を担当したことがある。
2025年4月下旬、一部週刊誌が永野のプライベートに関する記事を掲載。その後同誌が続報記事を掲載したことを受け、5月19日に所属事務所が永野の今後の出演辞退を申し入れた。これを受けてニッポン放送は同日、番組終了を公式サイトにて発表した。番組開始からわずか2か月弱（全7回）で幕を下ろすことになり『オールナイトニッポンX』としては最短記録で『オールナイトニッポンシリーズ』で言えば『hideのオールナイトニッポンR』の全4回に次ぐ記録となった。

## 内容
永野は自分のことを「めいドン」と呼び、リスナーの呼称を「ドンちっち」としていた。
番組オリジナルグッズの開発を開始し、それはリスナーからグッズのヒントを得る一方で会社など各方面に説明せず、さらにリスナーからニッポン放送の許可を得ないままで勝手に話を進めるという、グッズ開発の速さはオールナイトニッポン関連の番組で最速と言われた。その結果、リスナーからのメールを基に「めい丼」と名付けたラーメン丼の開発を進めることとなり、この企画がこれから進行していこうかというところであった。
リスナーからの恋愛相談に24秒で答える「24秒恋愛相談」のコーナーがあった。

## 放送時間
毎週火曜（月曜深夜） 0:00 - 0:58

## パーソナリティ
- 永野芽郁